# 헬레네 (위성)

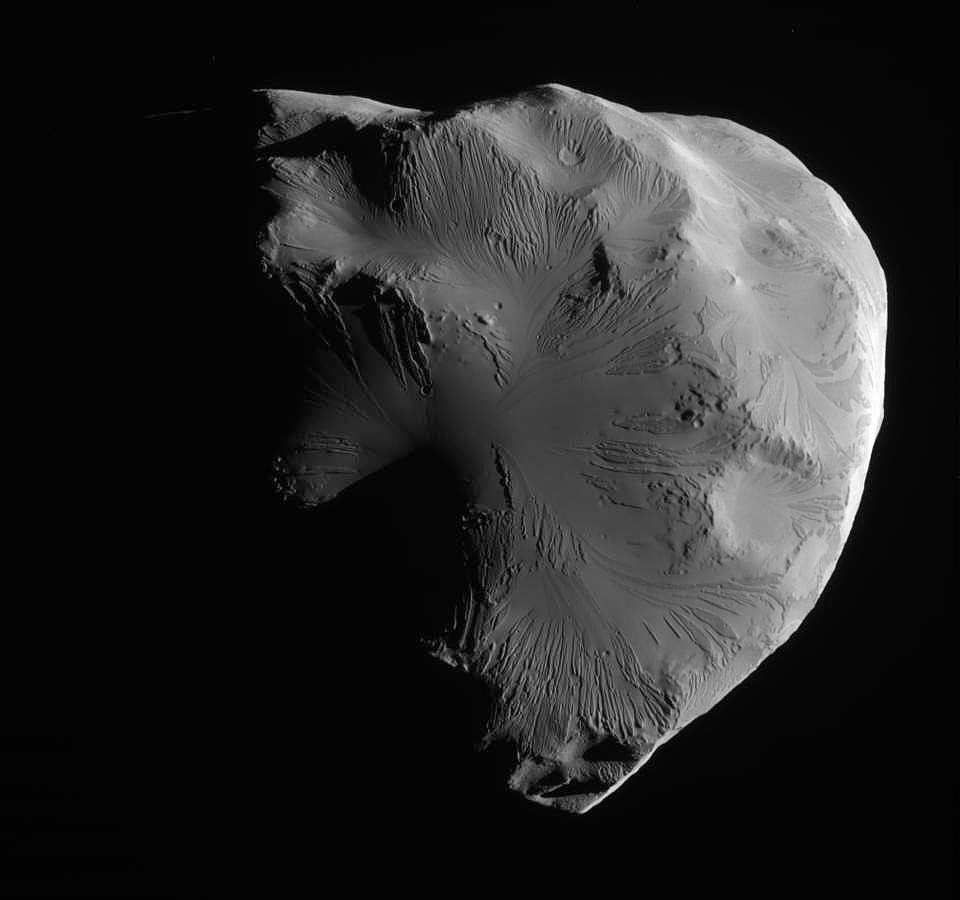
2011년 6월 카시니가 찍은 헬레네의 고해상도 이미지

헬레네(Helene)는 토성의 위성이다. 1980년 피크 뒤 미디 드 비고르의 지상 관측소에서 Pierre Laques와 Jean Lecacheux에 의해 발견되었으며 S/1980 S 6로 명명되었다. 1988년, 그리스 신화의 크로노스의 손녀 헬레네의 이름을 공식적으로 따르게 되었다.